# Garibaldi Park
Garibaldi Park är en park i Kanada.   Den ligger i provinsen British Columbia, i den sydvästra delen av landet, 3 500 km väster om huvudstaden Ottawa. Garibaldi Park ligger 1 413 meter över havet.
Terrängen runt Garibaldi Park är huvudsakligen bergig, men den allra närmaste omgivningen är kuperad. Trakten runt Garibaldi Park är nära nog obefolkad, med mindre än två invånare per kvadratkilometer.. Det finns inga samhällen i närheten. 
Trakten runt Garibaldi Park är permanent täckt av is och snö.